# クリントン・エンジ
クリントン・エンジ（Clinton Njie, 1993年8月15日 - ）は、カメルーン・ブエア出身のサッカー選手。FCラピド・ブカレスト所属。カメルーン代表。ポジションはフォワード。
クリントン・エンジエ、クリントン・ヌジエと表記されることもある。

## 経歴

### クラブ

#### オリンピック・リヨン
ジャン=ジャック・ノノ氏によるクラブへの助言から、2010年にオリンピック・リヨンの下部組織に移籍。リヨンBチームの一員としてフランス4部リーグで戦った。
2011-12シーズン、リヨンのユースチームで6試合で先発で14試合に出場、出場時間601分の間に5得点を記録した。
2012-13シーズンはユースチームでプレーしながら、ファーストチームにも帯同するようになり、リーグ1デビューを飾った。
2012-13シーズン、4部リーグでは19試合8得点、リーグ1では3試合無得点に留まった。
2014-15シーズンはリーグ戦7得点7アシストを記録、UEFAヨーロッパリーグにも出場した。

#### トッテナム・ホットスパーFC
2015年8月15日、イングランドのトッテナム・ホットスパーFCへ移籍することを発表した。2020年6月末までの5年契約である。

#### オリンピック・マルセイユ
2016年8月31日、オリンピック・マルセイユにシーズン終了までのレンタルで移籍。2017年7月16日に完全移籍となった。

#### FCディナモ・モスクワ
2019年7月25日、FCディナモ・モスクワに4年契約で移籍。

#### スィヴァススポル
2022年7月29日、スィヴァススポルに2年契約で移籍。

### 代表
2014年に母国カメルーン代表に初招集され、2015年1月に行われたアフリカネイションズカップ2015にも出場した。

## プレースタイル
スピードを生かしたドリブル突破、高い得点力を兼備し、故郷カメルーンのレジェンド、サミュエル・エトーに準えてNEXTエトーとも言われている。 また、オフ・ザ・ボールで賢い動きを見せ、常に最終ラインの裏を狙うと同時にゴールキーパーとの駆け引きにも長けている。

## 個人成績
| クラブ                   | シーズン | リーグ | リーグ | カップ | カップ | UEFA | UEFA | 通算 | 通算 |
| クラブ                   | シーズン | 出場   | 得点   | 出場   | 得点   | 出場 | 得点 | 出場 | 得点 |
| ------------------------ | -------- | ------ | ------ | ------ | ------ | ---- | ---- | ---- | ---- |
| リヨン                   | 2012-13  | 4      | 0      | 0      | 0      | 0    | 0    | 4    | 0    |
| リヨン                   | 2013-14  | 3      | 0      | 0      | 0      | 3    | 0    | 6    | 0    |
| リヨン                   | 2014-15  | 30     | 7      | 1      | 0      | 2    | 1    | 33   | 8    |
| リヨン                   | 通算     | 37     | 7      | 1      | 0      | 5    | 1    | 43   | 8    |
| トッテナム・ホットスパー | 2015-16  | 7      | 0      | 1      | 0      | 4    | 0    | 12   | 0    |
| トッテナム・ホットスパー | 通算     | 7      | 0      | 1      | 0      | 4    | 0    | 12   | 0    |
| 総通算                   | 総通算   | 44     | 7      | 2      | 0      | 9    | 1    | 55   | 8    |

## 獲得タイトル
カメルーン代表
- アフリカネイションズカップ : 2017